# Per Andersson i Appuna
Per Andersson i Appuna, född 1688 i Appuna församling, Östergötlands län, död 8 november 1743 i Appuna församling, Östergötlands län, var en svensk rusthållare och riksdagsman.

## Biografi
Andersson föddes 1688 i Appuna församling och var son till Anders Nilsson. Han var rusthållare i Appuna och nämndeman i Göstrings härad. Andersson var riksdagsman vid urtima riksdagen 1742–1743 för Lysings och Göstrings härader och var från 7 september 1742 ledamot i kammardeputationen, ekonomideputationen och kommersedeputationen. Han avled 1743 i Appuna församling.

### Familj
Andersson var gift med Karin Larsdotter (1695–1750). De fick tillsammans barnen rusthållaren Abraham Persson (1722–1795) och Brita Persdotter (1727–1755) som var gift med befallningsmannen Peter Planberg.